# Gandaritis flavata
Gandaritis flavata là một loài bướm đêm trong họ Geometridae.